# Bom Jesus (kommun i Brasilien, Piauí, lat -9,16, long -44,60)
Bom Jesus är en kommun i Brasilien.   Den ligger i delstaten Piauí, i den östra delen av landet, 800 km norr om huvudstaden Brasília. Antalet invånare är 22 632.
Följande samhällen finns i Bom Jesus:
- Bom Jesus

Omgivningarna runt Bom Jesus är huvudsakligen savann. Runt Bom Jesus är det mycket glesbefolkat, med 3 invånare per kvadratkilometer.